# Toutencourt
Toutencourt (picardisch: Toutincourt) ist eine nordfranzösische Gemeinde mit 426 Einwohnern (Stand 1. Januar 2022) im Département Somme in der Region Hauts-de-France. Die Gemeinde gehört zum Kanton Albert und ist Teil der Communauté de communes du Pays du Coquelicot.

## Geographie
Toutencourt liegt rund 17 Kilometer nördlich von Corbie und fünfeinhalb Kilometer südwestlich von Acheux-en-Amiénois an der Kreuzung der Départementsstraßen 23 nach Doullens und 114 von Hérissart in Richtung Sailly-au-Bois im Département Pas-de-Calais. Südlich des Orts liegt der Wald Bois de Toutencourt.

## Einwohner
| 1962 | 1968 | 1975 | 1982 | 1990 | 1999 | 2006 | 2010 |
| ---- | ---- | ---- | ---- | ---- | ---- | ---- | ---- |
| 448  | 436  | 426  | 467  | 484  | 493  | 487  | 517  |

## Verwaltung
Bürgermeister (maire) ist seit 2001 Jean-Paul Nigaut.

## Sehenswürdigkeiten

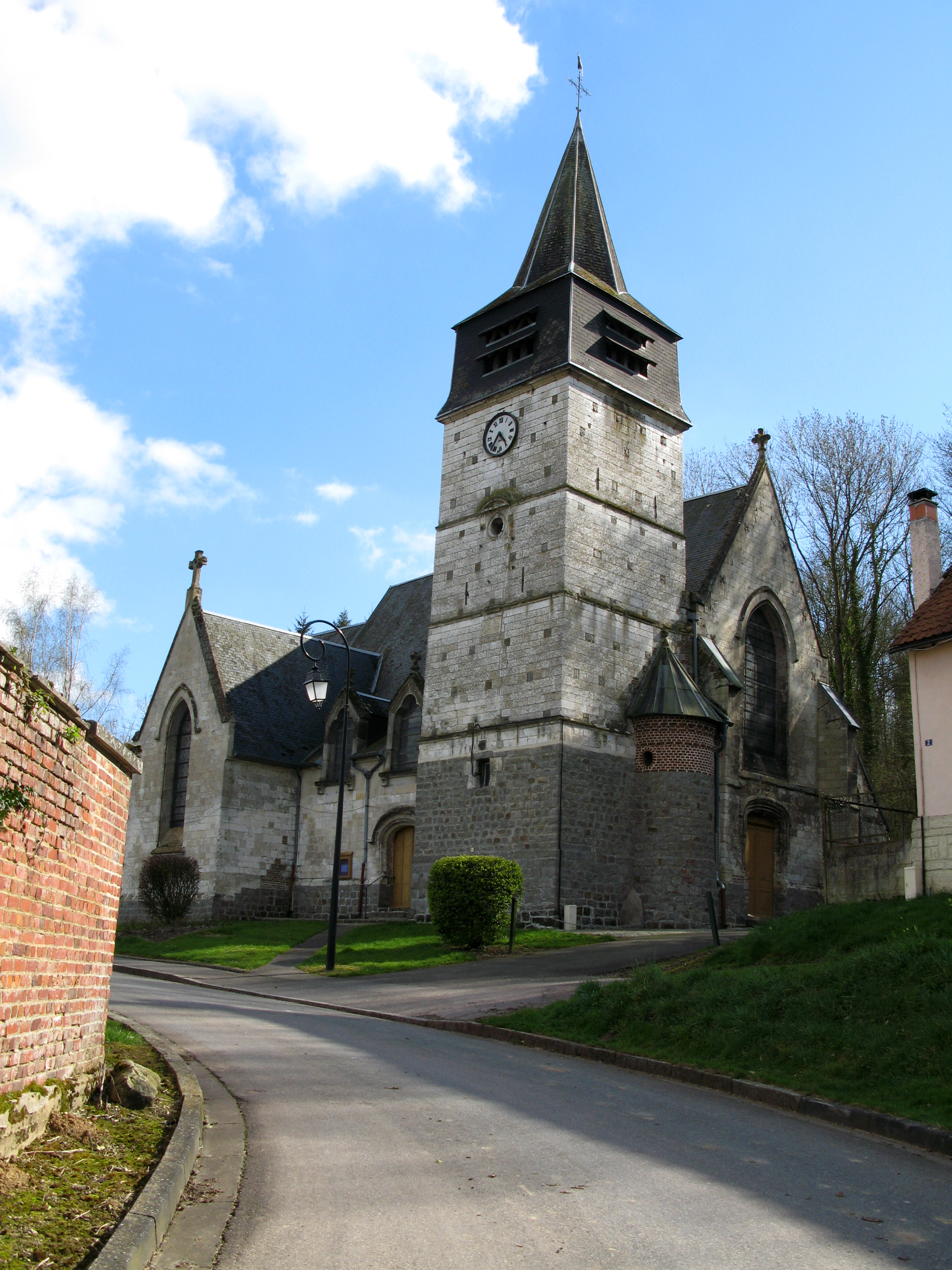
Kirche Saint-Léger

- Kirche Saint-Léger mit einem schmiedeeisernen Chorgitter aus dem 18. Jahrhundert
- Motte in der Nähe der Kirche
- Jean-de-Toutencourt-Kreuz
- Friedhof mit Bestattung von britischen Soldaten